# Major League Soccer 2021
La temporada 2021 de la Major League Soccer (MLS) fue la vigésima sexta edición de la primera división del fútbol en los Estados Unidos y Canadá. Comenzó el 16 de abril y concluyó el 11 de diciembre con la final de la MLS Cup, en la cual el New York City se impuso en la tanda de penales a los Portland Timbers por 4-2 tras empatar 1-1 en el tiempo reglamentario, alzando el primer campeonato de su historia.

## Cambios
- El calendario se jugó en abril y no en marzo como se planeaba.
- Los playoffs de la MLS se disminuyeron de 18 a 14 equipos.
- El Austin FC se unió a la liga como equipo de expansión para esta temporada 2021.
- Montreal Impact cambió de nombre a Club de Foot Montréal.[2]
- FC Cincinnati cambió de estadio y pasó a jugar en el TQL Stadium.
- El Columbus Crew SC pasó a jugar en el Lower.com Field.
- El 10 de mayo, Columbus Crew SC cambió su nombre a Columbus SC.[3] Pero el 17 de mayo, el equipo anunció el retorno de su nombre original, Columbus Crew.[4]

## Información de los equipos
| Equipo                                    | Ciudad            | Entrenador        | Estadio                    | Aforo  | Patrocinador              | Marca  |
| ----------------------------------------- | ----------------- | ----------------- | -------------------------- | ------ | ------------------------- | ------ |
| Atlanta United                            | Atlanta           | Gonzalo Pineda    | Mercedes-Benz Stadium      | 42 500 | American Family Insurance | Adidas |
| Austin FC                                 | Austin            | Josh Wolff        | Estadio Q2                 | 20 500 | Yeti                      | Adidas |
| CF Montréal                               | Montreal          | Wilfried Nancy    | Estadio Saputo             | 20 801 | Banco de Montreal         | Adidas |
| Chicago Fire                              | Chicago           | Raphaël Wicky     | Soldier Field              | 24 995 | Motorola Mobility         | Adidas |
| Colorado Rapids                           | Commerce City     | Robin Fraser      | Dick's Sporting Goods Park | 18 061 | Sin Patrocinador          | Adidas |
| Columbus Crew                             | Columbus          | Caleb Porter      | Lower.com Field            | 20 011 | Nationwide                | Adidas |
| D.C. United                               | Washington D. C.  | Hernán Losada     | Audi Field                 | 20 000 | Leidos                    | Adidas |
| FC Cincinnati                             | Cincinnati        | Jaap Stam         | West End Stadium           | 26 000 | Mercy Health              | Adidas |
| FC Dallas                                 | Frisco            | Luis González     | Toyota Stadium             | 20 500 | MTX Group                 | Adidas |
| Houston Dynamo                            | Houston           | Tab Ramos         | BBVA Stadium               | 22 039 | MD Anderson               | Adidas |
| Inter Miami                               | Miami             | Phil Neville      | DRV PNK Stadium            | 18 000 | Sin Patrocinador          | Adidas |
| Los Angeles FC                            | Los Ángeles       | Bob Bradley       | Banc of California Stadium | 22 000 | Flex                      | Adidas |
| Los Angeles Galaxy                        | Carson            | Greg Vanney       | Dignity Health Sports Park | 27 000 | Herbalife                 | Adidas |
| Minnesota United                          | Saint Paul        | Adrian Heath      | Allianz Field              | 19 400 | Target                    | Adidas |
| Nashville SC                              | Nashville         | Gary Smith        | Nissan Stadium             | 68 798 | Renasant Bank             | Adidas |
| New England Revolution                    | Foxborough        | Bruce Arena       | Gillette Stadium           | 25 000 | UnitedHealth Group        | Adidas |
| New York City FC                          | Bronx, Nueva York | Ronny Deila       | Yankee Stadium             | 28 940 | Etihad Airways            | Adidas |
| New York Red Bulls                        | Harrison          | Gerhard Struber   | Red Bull Arena             | 25 000 | Red Bull                  | Adidas |
| Orlando City                              | Orlando           | Óscar Pareja      | Exploria Stadium           | 25 500 | Orlando Health            | Adidas |
| Philadelphia Union                        | Chester           | Jim Curtin        | Talen Energy Stadium       | 18 500 | Bimbo Bakeries USA        | Adidas |
| Portland Timbers                          | Portland          | Giovanni Savarese | Providence Park            | 25 000 | Alaska Airlines           | Adidas |
| Real Salt Lake                            | Sandy             | Freddy Juarez     | Rio Tinto Stadium          | 20 180 | LifeVantage               | Adidas |
| San Jose Earthquakes                      | San José          | Matías Almeyda    | PayPal Park                | 18 000 | Intermedia                | Adidas |
| Seattle Sounders                          | Seattle           | Brian Schmetzer   | CenturyLink Field          | 39 419 | Zulily                    | Adidas |
| Sporting Kansas City                      | Kansas City       | Peter Vermes      | Children's Mercy Park      | 18 467 | Victory Project           | Adidas |
| Toronto FC                                | Toronto           | Chris Armas       | BMO Field                  | 29 489 | Banco de Montreal         | Adidas |
| Vancouver Whitecaps                       | Vancouver         | Marc Dos Santos   | BC Place                   | 22 120 | Bell Canada               | Adidas |
| Datos actualizados al 4 de julio de 2021. |                   |                   |                            |        |                           |        |

### Equipos por región
| Estado           | N.º | Equipos                                                   |
| ---------------- | --- | --------------------------------------------------------- |
| California       | 3   | Los Angeles FC, Los Angeles Galaxy y San Jose Earthquakes |
| Texas            | 3   | Austin FC, FC Dallas y Houston Dynamo                     |
| Canadá           | 3   | Vancouver Whitecaps FC, Toronto FC y CF Montréal          |
| Florida          | 2   | Inter Miami CF y Orlando City                             |
| Ohio             | 2   | Columbus Crew y FC Cincinnati                             |
| Colorado         | 1   | Colorado Rapids                                           |
| Georgia          | 1   | Atlanta United FC                                         |
| Illinois         | 1   | Chicago Fire                                              |
| Kansas           | 1   | Sporting Kansas City                                      |
| Massachusetts    | 1   | New England Revolution                                    |
| Minnesota        | 1   | Minnesota United FC                                       |
| Nueva Jersey     | 1   | New York Red Bulls                                        |
| Nueva York       | 1   | New York City FC                                          |
| Oregón           | 1   | Portland Timbers                                          |
| Pensilvania      | 1   | Philadelphia Union                                        |
| Utah             | 1   | Real Salt Lake                                            |
| Tennessee        | 1   | Nashville SC                                              |
| Washington       | 1   | Seattle Sounders FC                                       |
| Washington D. C. | 1   | D.C. United                                               |

## Posiciones
La temporada regular comenzó el 16 de abril de 2021 y concluirá el 7 de noviembre de 2021. La competencia estará dividida en dos conferencias, con 14 franquicias en la Conferencia Este y 13 en la Conferencia Oeste. Cada equipo juega 34 partidos, 17 de local y 17 de visitante. Cada equipo juega contra los demás clubes de su misma conferencia, a encuentros de ida y vuelta, para un total de 24 partidos; los restantes 10 cruces se disputan contra 10 de los 13 equipos de la otra conferencia.

### Conferencia Este
| Pos. | Equipo                 | Pts. | PJ | G  | E  | P  | GF | GC | Dif. | Clasificación 2021 |
| ---- | ---------------------- | ---- | -- | -- | -- | -- | -- | -- | ---- | ------------------ |
| 1    | New England Revolution | 73   | 34 | 22 | 7  | 5  | 65 | 41 | +24  | Semifinales        |
| 2    | Philadelphia Union     | 54   | 34 | 14 | 12 | 8  | 48 | 35 | +13  | Primera ronda      |
| 3    | Nashville SC           | 54   | 34 | 12 | 18 | 4  | 55 | 33 | +22  | Primera ronda      |
| 4    | New York City FC       | 51   | 34 | 14 | 9  | 11 | 56 | 36 | +20  | Primera ronda      |
| 5    | Atlanta United         | 51   | 34 | 13 | 12 | 9  | 45 | 37 | +8   | Primera ronda      |
| 6    | Orlando City           | 51   | 34 | 13 | 12 | 9  | 50 | 48 | +2   | Primera ronda      |
| 7    | New York Red Bulls     | 48   | 34 | 13 | 9  | 12 | 39 | 33 | +6   | Primera ronda      |
| 8    | D.C. United            | 47   | 34 | 14 | 5  | 15 | 56 | 54 | +2   |                    |
| 9    | Columbus Crew          | 47   | 34 | 13 | 8  | 13 | 46 | 45 | +1   |                    |
| 10   | CF Montréal            | 46   | 34 | 12 | 10 | 12 | 46 | 44 | +2   |                    |
| 11   | Inter Miami            | 41   | 34 | 12 | 5  | 17 | 36 | 53 | −17  |                    |
| 12   | Chicago Fire           | 34   | 34 | 9  | 7  | 18 | 36 | 54 | −18  |                    |
| 13   | Toronto FC             | 28   | 34 | 6  | 10 | 18 | 39 | 66 | −27  |                    |
| 14   | FC Cincinnati          | 20   | 34 | 4  | 8  | 22 | 37 | 74 | −37  |                    |

 Fuente: MLS Standing
Criterios de clasificación: 1) Puntos; 2) Partidos ganados; 3) Diferencia de goles; 4) Goles anotados; 5) Puntos disciplinarios; 6) Diferencia de goles de visitante; 7) Goles de visitante; 8) Diferencia de goles de local; 9) Goles anotados de local; 10) Moneda al aire (solo 2 clubes), sorteo (más de 3 clubes).

### Conferencia Oeste
| Pos. | Equipo               | Pts. | PJ | G  | E  | P  | GF | GC | Dif. | Clasificación 2021 |
| ---- | -------------------- | ---- | -- | -- | -- | -- | -- | -- | ---- | ------------------ |
| 1    | Colorado Rapids      | 61   | 34 | 17 | 10 | 7  | 51 | 35 | +16  | Semifinales        |
| 2    | Seattle Sounders     | 60   | 34 | 17 | 9  | 8  | 53 | 33 | +20  | Primera ronda      |
| 3    | Sporting Kansas City | 58   | 34 | 17 | 7  | 10 | 58 | 40 | +18  | Primera ronda      |
| 4    | Portland Timbers     | 55   | 34 | 17 | 4  | 13 | 56 | 52 | +4   | Primera ronda      |
| 5    | Minnesota United     | 49   | 34 | 13 | 10 | 11 | 42 | 44 | −2   | Primera ronda      |
| 6    | Vancouver Whitecaps  | 49   | 34 | 12 | 13 | 9  | 45 | 45 | 0    | Primera ronda      |
| 7    | Real Salt Lake       | 48   | 34 | 14 | 6  | 14 | 55 | 54 | +1   | Primera ronda      |
| 8    | Los Angeles Galaxy   | 48   | 34 | 13 | 9  | 12 | 50 | 54 | −4   |                    |
| 9    | Los Angeles FC       | 45   | 34 | 12 | 9  | 13 | 53 | 51 | +2   |                    |
| 10   | San Jose Earthquakes | 41   | 34 | 10 | 11 | 13 | 46 | 54 | −8   |                    |
| 11   | FC Dallas            | 33   | 34 | 7  | 12 | 15 | 47 | 56 | −9   |                    |
| 12   | Austin FC            | 31   | 34 | 9  | 4  | 21 | 35 | 56 | −21  |                    |
| 13   | Houston Dynamo       | 30   | 34 | 6  | 12 | 16 | 36 | 54 | −18  |                    |

 Fuente: MLS Standings
Criterios de clasificación: 1) Puntos; 2) Partidos ganados; 3) Diferencia de goles; 4) Goles anotados; 5) Puntos disciplinarios; 6) Diferencia de goles de visitante; 7) Goles de visitante; 8) Diferencia de goles de local; 9) Goles anotados de local; 10) Moneda al aire (solo 2 clubes), sorteo (más de 3 clubes).

### Tabla general
| Pos. | Equipo                 | Pts. | PJ | G  | E  | P  | GF | GC | Dif. | Clasificación                         |
| ---- | ---------------------- | ---- | -- | -- | -- | -- | -- | -- | ---- | ------------------------------------- |
| 1    | New England Revolution | 73   | 34 | 22 | 7  | 5  | 65 | 41 | +24  | Liga de Campeones de la Concacaf 2022 |
| 2    | Colorado Rapids        | 61   | 34 | 17 | 10 | 7  | 51 | 35 | +16  | Liga de Campeones de la Concacaf 2022 |
| 3    | Seattle Sounders       | 60   | 34 | 17 | 9  | 8  | 53 | 33 | +20  | Liga de Campeones de la Concacaf 2022 |
| 4    | Sporting Kansas City   | 58   | 34 | 17 | 7  | 10 | 58 | 40 | +18  |                                       |
| 5    | Portland Timbers       | 55   | 34 | 17 | 4  | 13 | 56 | 52 | +4   |                                       |
| 6    | Philadelphia Union     | 54   | 34 | 14 | 12 | 8  | 48 | 35 | +13  |                                       |
| 7    | Nashville SC           | 54   | 34 | 12 | 18 | 4  | 55 | 33 | +22  |                                       |
| 8    | New York City FC       | 51   | 34 | 14 | 9  | 11 | 56 | 36 | +20  | Liga de Campeones de la Concacaf 2022 |
| 9    | Atlanta United         | 51   | 34 | 13 | 12 | 9  | 45 | 37 | +8   |                                       |
| 10   | Orlando City           | 51   | 34 | 13 | 12 | 9  | 50 | 48 | +2   |                                       |
| 11   | Minnesota United       | 49   | 34 | 13 | 10 | 11 | 42 | 44 | −2   |                                       |
| 12   | Vancouver Whitecaps    | 49   | 34 | 12 | 13 | 9  | 45 | 45 | 0    |                                       |
| 13   | Real Salt Lake         | 48   | 34 | 14 | 6  | 14 | 55 | 54 | +1   |                                       |
| 14   | New York Red Bulls     | 48   | 34 | 13 | 9  | 12 | 39 | 33 | +6   |                                       |
| 15   | Los Angeles Galaxy     | 48   | 34 | 13 | 9  | 12 | 50 | 54 | −4   |                                       |
| 16   | D.C. United            | 47   | 34 | 14 | 5  | 15 | 56 | 54 | +2   |                                       |
| 17   | Columbus Crew          | 47   | 34 | 13 | 8  | 13 | 46 | 45 | +1   |                                       |
| 18   | CF Montréal            | 46   | 34 | 12 | 10 | 12 | 46 | 44 | +2   | Liga de Campeones de la Concacaf 2022 |
| 19   | Los Angeles FC         | 45   | 34 | 12 | 9  | 13 | 53 | 51 | +2   |                                       |
| 20   | Inter Miami            | 41   | 34 | 12 | 5  | 17 | 36 | 53 | −17  |                                       |
| 21   | San Jose Earthquakes   | 41   | 34 | 10 | 11 | 13 | 46 | 54 | −8   |                                       |
| 22   | Chicago Fire           | 34   | 34 | 9  | 7  | 18 | 36 | 54 | −18  |                                       |
| 23   | FC Dallas              | 33   | 34 | 7  | 12 | 15 | 47 | 56 | −9   |                                       |
| 24   | Austin FC              | 31   | 34 | 9  | 4  | 21 | 35 | 56 | −21  |                                       |
| 25   | Houston Dynamo         | 30   | 34 | 6  | 12 | 16 | 36 | 54 | −18  |                                       |
| 26   | Toronto FC             | 28   | 34 | 6  | 10 | 18 | 39 | 66 | −27  |                                       |
| 27   | FC Cincinnati          | 20   | 34 | 4  | 8  | 22 | 37 | 74 | −37  |                                       |

 Fuente: MLS Standings
Criterios de clasificación: 1) Puntos; 2) Partidos ganados; 3) Diferencia de goles; 4) Goles anotados; 5) Puntos disciplinarios; 6) Diferencia de goles de visitante; 7) Goles de visitante; 8) Diferencia de goles de local; 9) Goles anotados de local; 10) Moneda al aire (solo 2 clubes), sorteo (más de 3 clubes).
Notas:
1. ↑  Ganador de la MLS Supporters' Shield
2. ↑  Campeón de la Conferencia Oeste
3. ↑  Clasificado como el equipo estadounidense mejor ubicado de la temporada 2021
4. ↑  Campeón de la MLS Cup 2021
5. ↑  Campeón del Campeonato Canadiense de Fútbol 2021

## Resultados
- Los horarios corresponden al huso horario de Estados Unidos: (Hora del Este, UTC-4 en horario de verano y UTC-5 en horario estándar).

| Houston Dynamo      | 2 - 1 | San Jose Earthquakes   | BBVA Stadium               | 16 de abril | 20:00 |
| Seattle Sounders    | 4 - 0 | Minnesota United       | Lumen Field                | 16 de abril | 21:30 |
| C. F. Montréal      | 4 - 2 | Toronto F. C.          | DRV PNK Stadium            | 17 de abril | 14:00 |
| Orlando City        | 0 - 0 | Atlanta United         | Exploria Stadium           | 17 de abril | 15:00 |
| Los Angeles F. C.   | 2 - 0 | Austin F. C.           | Banc of California Stadium | 17 de abril | 18:00 |
| New York Red Bulls  | 1 - 2 | Sporting Kansas City   | Red Bull Arena             | 17 de abril | 20:00 |
| F. C. Dallas        | 0 - 0 | Colorado Rapids        | Toyota                     | 17 de abril | 20:00 |
| D. C. United        | 2 - 1 | New York City          | Audi Field                 | 17 de abril | 20:00 |
| Nashville S. C.     | 2 - 2 | F. C. Cincinnati       | Nissan Stadium             | 17 de abril | 20:30 |
| Chicago Fire        | 2 - 2 | New England Revolution | Soldier Field              | 17 de abril | 20:30 |
| Inter Miami         | 2 - 3 | Los Angeles Galaxy     | DRV PNK Stadium            | 18 de abril | 15:00 |
| Columbus Crew       | 0 - 0 | Philadelphia Union     | Historic Crew Stadium      | 18 de abril | 17:30 |
| Vancouver Whitecaps | 1 - 0 | Portland Timbers       | Rio Tinto Stadium          | 18 de abril | 22:00 |

| Sporting Kansas City   | 1 - 1 | Orlando City        | Children's Mercy Park      | 23 de abril | 19:30 |
| New York City          | 5 - 0 | F. C. Cincinnati    | Yankee Stadium             | 24 de abril | 13:00 |
| Nashville S. C.        | 2 - 2 | C. F. Montréal      | Nissan Stadium             | 24 de abril | 14:00 |
| Toronto F. C.          | 2 - 2 | Vancouver Whitecaps | Exploria Stadium           | 24 de abril | 15:00 |
| San Jose Earthquakes   | 3 - 1 | F. C. Dallas        | PayPal Park                | 24 de abril | 15:30 |
| Los Angeles F. C.      | 1 - 1 | Seattle Sounders    | Banc of California Stadium | 24 de abril | 18:00 |
| Atlanta United         | 3 - 1 | Chicago Fire        | Mercedes-Benz Stadium      | 24 de abril | 20:00 |
| Minnesota United       | 1 - 2 | Real Salt Lake      | Allianz Field              | 24 de abril | 20:00 |
| New England Revolution | 1 - 0 | D. C. United        | Gillette Stadium           | 24 de abril | 20:00 |
| Philadelphia Union     | 1 - 2 | Inter Miami         | Subaru Park                | 24 de abril | 20:00 |
| Colorado Rapids        | 1 - 3 | Austin F. C.        | Dick's Sporting Goods Park | 24 de abril | 21:00 |
| Portland Timbers       | 2 - 1 | Houston Dynamo      | Providence Park            | 24 de abril | 22:30 |
| Los Angeles Galaxy     | 3 - 2 | New York Red Bulls  | Dignity Health Sports Park | 25 de abril | 17:30 |

| New York Red Bulls     | 2 - 0 | Chicago Fire         | Red Bull Arena    | 1 de mayo | 13:00 |
| Real Salt Lake         | 3 - 1 | Sporting Kansas City | Rio Tinto Stadium | 1 de mayo | 14:00 |
| C. F. Montréal         | 0 - 0 | Columbus Crew        | DRV PNK Stadium   | 1 de mayo | 15:00 |
| Houston Dynamo         | 1 - 1 | Los Angeles F. C.    | BBVA Stadium      | 1 de mayo | 15:30 |
| New England Revolution | 2 - 1 | Atlanta United       | Gillette Stadium  | 1 de mayo | 19:00 |
| Orlando City           | 3 - 0 | F. C. Cincinnati     | Exploria Stadium  | 1 de mayo | 19:30 |
| Philadelphia Union     | 0 - 2 | New York City        | Subaru Park       | 1 de mayo | 19:30 |
| F. C. Dallas           | 4 - 1 | Portland Timbers     | Toyota            | 1 de mayo | 20:00 |
| Minnesota United       | 0 - 1 | Austin F. C.         | Allianz Field     | 1 de mayo | 20:00 |
| San Jose Earthquakes   | 4 - 1 | D. C. United         | PayPal Park       | 1 de mayo | 23:00 |
| Nashville S. C.        | 0 - 0 | Inter Miami          | Nissan Stadium    | 2 de mayo | 13:00 |
| Seattle Sounders       | 3 - 0 | Los Angeles Galaxy   | Lumen Field       | 2 de mayo | 21:00 |
| Vancouver Whitecaps    | 0 - 1 | Colorado Rapids      | Rio Tinto Stadium | 2 de mayo | 22:00 |

| Real Salt Lake       | 1 - 2 | San Jose Earthquakes   | Rio Tinto Stadium          | 7 de mayo | 21:30 |
| Chicago Fire         | 0 - 2 | Philadelphia Union     | Soldier Field              | 8 de mayo | 13:00 |
| New York Red Bulls   | 2 - 0 | Toronto F. C.          | Red Bull Arena             | 8 de mayo | 13:00 |
| Nashville S. C.      | 2 - 0 | New England Revolution | Nissan Stadium             | 8 de mayo | 13:30 |
| Columbus Crew        | 3 - 1 | D. C. United           | Historic Crew Stadium      | 8 de mayo | 13:30 |
| Vancouver Whitecaps  | 2 - 0 | C. F. Montréal         | Rio Tinto Stadium          | 8 de mayo | 15:00 |
| F. C. Dallas         | 1 - 1 | Houston Dynamo         | Toyota                     | 8 de mayo | 15:30 |
| Orlando City         | 1 - 1 | New York City          | Exploria Stadium           | 8 de mayo | 18:00 |
| Los Angeles Galaxy   | 2 - 1 | Los Angeles F. C.      | Dignity Health Sports Park | 8 de mayo | 20:00 |
| Colorado Rapids      | 3 - 2 | Minnesota United       | Dick's Sporting Goods Park | 8 de mayo | 22:00 |
| Inter Miami          | 1 - 1 | Atlanta United         | DRV PNK Stadium            | 9 de mayo | 13:00 |
| Portland Timbers     | 1 - 2 | Seattle Sounders       | Providence Park            | 9 de mayo | 15:00 |
| Sporting Kansas City | 2 - 1 | Austin F. C.           | Children's Mercy Park      | 9 de mayo | 19:30 |

| Toronto F. C.        | 2 - 0 | Columbus S. C.         | Exploria Stadium | 12 de mayo | 19:00 |
| Philadelphia Union   | 1 - 1 | New England Revolution | Subaru Park      | 12 de mayo | 19:30 |
| Houston Dynamo       | 1 - 0 | Sporting Kansas City   | BBVA Stadium     | 12 de mayo | 20:30 |
| Inter Miami          | 0 - 2 | C. F. Montréal         | DRV PNK Stadium  | 12 de mayo | 20:30 |
| Minnesota United     | 1 - 0 | Vancouver Whitecaps    | Allianz Field    | 12 de mayo | 21:00 |
| San Jose Earthquakes | 0 - 1 | Seattle Sounders       | PayPal Park      | 12 de mayo | 22:30 |
| D. C. United         | 1 - 0 | Chicago Fire           | Audi Field       | 13 de mayo | 20:00 |

| New York City          | 1 - 1 | Toronto F. C.       | Yankee Stadium             | 15 de mayo | 13:00 |
| Los Angeles Galaxy     | 2 - 0 | Austin F. C.        | Dignity Health Sports Park | 15 de mayo | 15:30 |
| Atlanta United         | 1 - 0 | C. F. Montréal      | Mercedes-Benz Stadium      | 15 de mayo | 19:00 |
| Philadelphia Union     | 1 - 0 | New York Red Bulls  | Subaru Park                | 15 de mayo | 19:30 |
| Minnesota United       | 1 - 0 | F. C. Dallas        | Allianz Field              | 15 de mayo | 20:00 |
| Colorado Rapids        | 3 - 1 | Houston Dynamo      | Dick's Sporting Goods Park | 15 de mayo | 21:00 |
| Real Salt Lake         | 0 - 0 | Nashville S. C.     | Rio Tinto Stadium          | 15 de mayo | 21:30 |
| San Jose Earthquakes   | 0 - 2 | Portland Timbers    | PayPal Park                | 15 de mayo | 22:00 |
| Sporting Kansas City   | 3 - 0 | Vancouver Whitecaps | Children's Mercy Park      | 16 de mayo | 14:00 |
| F. C. Cincinnati       | 2 - 3 | Inter Miami         | West End Stadium           | 16 de mayo | 16:00 |
| New England Revolution | 1 - 0 | Columbus S. C.      | Gillette Stadium           | 16 de mayo | 18:00 |
| D. C. United           | 0 - 1 | Orlando City        | Audi Field                 | 16 de mayo | 20:00 |
| Seattle Sounders       | 2 - 0 | Los Angeles F. C.   | Lumen Field                | 16 de mayo | 21:30 |

| C. F. Montréal         | 1 - 2 | F. C. Cincinnati     | DRV PNK Stadium            | 22 de mayo | 13:00 |
| Portland Timbers       | 3 - 0 | Los Angeles Galaxy   | Providence Park            | 22 de mayo | 15:30 |
| Chicago Fire           | 1 - 0 | Inter Miami          | Soldier Field              | 22 de mayo | 18:00 |
| Orlando City           | 1 - 0 | Toronto F. C.        | Exploria Stadium           | 22 de mayo | 19:00 |
| New York City          | 1 - 2 | Columbus Crew        | Yankee Stadium             | 22 de mayo | 19:30 |
| F. C. Dallas           | 2 - 2 | Real Salt Lake       | Toyota                     | 22 de mayo | 20:00 |
| New England Revolution | 3 - 1 | New York Red Bulls   | Gillette Stadium           | 22 de mayo | 20:00 |
| Houston Dynamo         | 2 - 1 | Vancouver Whitecaps  | BBVA Stadium               | 22 de mayo | 21:00 |
| San Jose Earthquakes   | 1 - 3 | Sporting Kansas City | PayPal Park                | 22 de mayo | 22:00 |
| Los Angeles F. C.      | 2 - 1 | Colorado Rapids      | Banc of California Stadium | 22 de mayo | 22:30 |
| Seattle Sounders       | 1 - 1 | Atlanta United       | Lumen Field                | 23 de mayo | 16:30 |
| D. C. United           | 0 - 1 | Philadelphia Union   | Audi Field                 | 23 de mayo | 19:00 |
| Nashville S. C.        | 1 - 0 | Austin F. C.         | Nissan Stadium             | 23 de mayo | 21:00 |

| New York Red Bulls   | 2 - 1 | Orlando City           | Red Bull Arena             | 29 de mayo | 13:00 |
| Chicago Fire         | 0 - 1 | C. F. Montréal         | Soldier Field              | 29 de mayo | 13:00 |
| F. C. Cincinnati     | 0 - 1 | New England Revolution | West End Stadium           | 29 de mayo | 15:00 |
| Columbus Crew        | 2 - 1 | Toronto F. C.          | Historic Crew Stadium      | 29 de mayo | 15:00 |
| Atlanta United       | 2 - 2 | Nashville              | Mercedes-Benz Stadium      | 29 de mayo | 15:30 |
| Los Angeles F. C.    | 1 - 2 | New York City          | Banc of California Stadium | 29 de mayo | 18:00 |
| Los Angeles Galaxy   | 1 - 0 | San Jose Earthquakes   | Dignity Health Sports Park | 29 de mayo | 20:00 |
| Inter Miami          | 0 - 3 | D. C. United           | DRV PNK Stadium            | 29 de mayo | 20:00 |
| Sporting Kansas City | 3 - 2 | Houston Dynamo         | Children's Mercy Park      | 29 de mayo | 20:30 |
| Colorado Rapids      | 3 - 0 | F. C. Dallas           | Dick's Sporting Goods Park | 29 de mayo | 21:00 |
| Real Salt Lake       | 1 - 1 | Minnesota United       | Rio Tinto Stadium          | 29 de mayo | 21:30 |
| Philadelphia Union   | 3 - 0 | Portland Timbers       | Subaru Park                | 30 de mayo | 17:00 |
| Seattle Sounders     | 0 - 0 | Austin F. C.           | Lumen Field                | 30 de mayo | 19:30 |

| New York Red Bulls | 2 - 0 | Nashville              | Red Bull Arena             | 18 de junio | 20:00 |
| Real Salt Lake     | 3 - 1 | Vancouver Whitecaps    | Rio Tinto Stadium          | 18 de junio | 22:00 |
| New York City      | 2 - 3 | New England Revolution | Red Bull Arena             | 19 de junio | 19:30 |
| F. C. Cincinnati   | 0 - 2 | Colorado Rapids        | West End Stadium           | 19 de junio | 19:30 |
| Columbus Crew      | 2 - 0 | Chicago Fire           | Historic Crew Stadium      | 19 de junio | 19:30 |
| Toronto F. C.      | 2 - 3 | Orlando City           | Exploria Stadium           | 19 de junio | 19:30 |
| D. C. United       | 1 - 0 | Inter Miami            | Audi Field                 | 19 de junio | 20:00 |
| F. C. Dallas       | 1 - 1 | Minnesota United       | Toyota                     | 19 de junio | 20:30 |
| Austin F. C.       | 0 - 0 | San Jose Earthquakes   | Q2 Stadium                 | 19 de junio | 21:00 |
| Los Angeles Galaxy | 1 - 2 | Seattle Sounders       | Dignity Health Sports Park | 19 de junio | 21:00 |
| Portland Timbers   | 2 - 1 | Sporting Kansas City   | Providence Park            | 19 de junio | 22:30 |
| Los Angeles F. C.  | 1 - 1 | Houston Dynamo         | Banc of California Stadium | 19 de junio | 23:00 |
| Atlanta United     | 2 - 2 | Philadelphia Union     | Mercedes-Benz Stadium      | 20 de junio | 14:00 |

| Orlando City           | 5 - 0 | San Jose Earthquakes | Exploria Stadium           | 22 de junio | 19:30 |
| New England Revolution | 3 - 2 | New York Red Bulls   | Gillette Stadium           | 23 de junio | 19:00 |
| New York City          | 1 - 0 | Atlanta United       | Yankee Stadium             | 23 de junio | 19:30 |
| Philadelphia Union     | 1 - 0 | Columbus Crew        | Subaru Park                | 23 de junio | 19:30 |
| Minnesota United       | 2 - 0 | Austin F. C.         | Allianz Field              | 23 de junio | 20:00 |
| Chicago Fire           | 0 - 1 | F. C. Cincinnati     | Soldier Field              | 23 de junio | 20:00 |
| C. F. Montréal         | 0 - 0 | D. C. United         | DRV PNK Stadium            | 23 de junio | 20:00 |
| Houston Dynamo         | 2 -2  | Portland Timbers     | BBVA Stadium               | 23 de junio | 20:30 |
| Sporting Kansas City   | 3 - 1 | Colorado Rapids      | Children's Mercy Park      | 23 de junio | 20:30 |
| Nashville              | 3 - 2 | Toronto F. C.        | Nissan Stadium             | 23 de junio | 20:30 |
| Seattle Sounders       | 2 - 1 | Real Salt Lake       | Lumen Field                | 23 de junio | 22:00 |
| Los Angeles F. C.      | 2 - 0 | F. C. Dallas         | Banc of California Stadium | 23 de junio | 22:30 |
| Vancouver Whitecaps    | 1 - 2 | Los Angeles Galaxy   | Rio Tinto Stadium          | 23 de junio | 22:30 |

| Inter Miami          | 1 - 2 | Orlando City           | DRV PNK Stadium       | 25 de junio | 20:00 |
| Sporting Kansas City | 2 - 1 | Los Angeles F. C.      | Children's Mercy Park | 26 de junio | 17:30 |
| Toronto F. C.        | 0 - 2 | F. C. Cincinnati       | Exploria Stadium      | 26 de junio | 19:00 |
| Chicago Fire         | 3 - 3 | Philadelphia Union     | Soldier Field         | 26 de junio | 20:00 |
| Real Salt Lake       | 1 - 1 | Houston Dynamo         | Rio Tinto Stadium     | 26 de junio | 20:00 |
| Nashville            | 1 - 1 | C. F. Montréal         | Nissan Stadium        | 26 de junio | 20:30 |
| Seattle Sounders     | 2 - 2 | Vancouver Whitecaps    | Lumen Field           | 26 de junio | 21:00 |
| San Jose Earthquakes | 1 - 3 | Los Angeles Galaxy     | PayPal Park           | 26 de junio | 22:00 |
| Portland Timbers     | 0 - 1 | Minnesota United       | Providence Park       | 26 de junio | 22:30 |
| Atlanta United       | 0 - 0 | New York Red Bulls     | Mercedes-Benz Stadium | 27 de junio | 15:30 |
| New York City        | 2 - 1 | D. C. United           | Yankee Stadium        | 27 de junio | 18:00 |
| Austin F. C.         | 0 - 0 | Columbus Crew          | Q2 Stadium            | 27 de junio | 20:00 |
| F. C. Dallas         | 2 - 1 | New England Revolution | Toyota                | 27 de junio | 21:00 |

| Austin F. C.       | 4 - 1 | Portland Timbers       | Q2 Stadium                 | 1 de julio | 21:30 |
| Columbus Crew      | 2 - 2 | New England Revolution | Lower.com Field            | 3 de julio | 17:00 |
| D. C. United       | 7 - 1 | Toronto F. C.          | Audi Field                 | 3 de julio | 17:30 |
| Orlando City       | 1 - 2 | New York Red Bulls     | Exploria Stadium           | 3 de julio | 19:30 |
| C. F. Montréal     | 1 - 0 | Inter Miami            | Red Bull Arena             | 3 de julio | 19:30 |
| Minnesota United   | 2 - 2 | San Jose Earthquakes   | Allianz Field              | 3 de julio | 20:00 |
| Chicago Fire       | 3 - 0 | Atlanta United         | Soldier Field              | 3 de julio | 20:00 |
| Nashville          | 1 - 0 | Philadelphia Union     | Nissan Stadium             | 3 de julio | 20:00 |
| Houston Dynamo     | 1 - 1 | F. C. Cincinnati       | BBVA Stadium               | 3 de julio | 20:30 |
| Real Salt Lake     | 0 - 1 | Los Angeles F. C.      | Rio Tinto Stadium          | 3 de julio | 22:00 |
| F. C. Dallas       | 2 - 2 | Vancouver Whitecaps    | Toyota                     | 4 de julio | 20:30 |
| Colorado Rapids    | 1 - 1 | Seattle Sounders       | Dick's Sporting Goods Park | 4 de julio | 21:00 |
| Los Angeles Galaxy | 0 - 2 | Sporting Kansas City   | Dignity Health Sports Park | 4 de julio | 22:30 |

| New England Revolution | 2 - 3 | Toronto F. C.      | Gillette Stadium           | 7 de julio | 19:00 |
| C. F. Montréal         | 2 - 1 | New York City      | DRV PNK Stadium            | 7 de julio | 19:30 |
| Chicago Fire           | 3 - 1 | Orlando City       | Soldier Field              | 7 de julio | 20:00 |
| Austin F. C.           | 0 - 2 | Los Angeles F. C.  | Q2 Stadium                 | 7 de julio | 21:00 |
| Colorado Rapids        | 2 - 0 | Minnesota United   | Dick's Sporting Goods Park | 7 de julio | 21:00 |
| Seattle Sounders       | 2 - 0 | Houston Dynamo     | Lumen Field                | 7 de julio | 21:00 |
| Vancouver Whitecaps    | 0 - 4 | Real Salt Lake     | Rio Tinto Stadium          | 7 de julio | 22:00 |
| Los Angeles Galaxy     | 3 - 1 | F. C. Dallas       | Dignity Health Sports Park | 7 de julio | 22:30 |
| New York Red Bulls     | 1 - 1 | Philadelphia Union | Red Bull Arena             | 8 de julio | 20:00 |
| Nashville              | 2 - 2 | Atlanta United     | Nissan Stadium             | 8 de julio | 20:30 |
| F. C. Cincinnati       | 2 - 2 | Columbus Crew      | West End Stadium           | 9 de julio | 19:30 |

| Sporting Kansas City | 1 - 1 | Austin F. C.           | Children's Mercy Park      | 12 de junio | 15:00 |
| Atlanta United       | 0 - 1 | New England Revolution | Mercedes-Benz Stadium      | 17 de julio | 17:00 |
| Columbus Crew        | 2 - 1 | New York City          | Lower.com Field            | 17 de julio | 19:30 |
| Philadelphia Union   | 2 - 1 | D. C. United           | Subaru Park                | 17 de julio | 19:30 |
| Orlando City         | 1 - 1 | Toronto F. C.          | Exploria Stadium           | 17 de julio | 19:30 |
| C. F. Montréal       | 5 - 4 | F. C. Cincinnati       | DRV PNK Stadium            | 17 de julio | 19:30 |
| Nashville S. C.      | 5 - 1 | Chicago Fire           | Nissan Stadium             | 17 de julio | 20:30 |
| Colorado Rapids      | 1 - 1 | San Jose Earthquakes   | Dick's Sporting Goods Park | 17 de julio | 21:00 |
| Vancouver Whitecaps  | 2 - 1 | Los Angeles Galaxy     | Rio Tinto Stadium          | 17 de julio | 22:00 |
| Los Angeles F. C.    | 2 - 1 | Real Salt Lake         | Banc of California Stadium | 17 de julio | 22:30 |
| Portland Timbers     | 1 - 0 | F. C. Dallas           | Providence Park            | 17 de julio | 22:30 |
| Minnesota United     | 1 - 0 | Seattle Sounders       | Allianz Field              | 18 de julio | 14:00 |

| Vancouver Whitecaps  | 0 - 0 | Houston Dynamo         | Rio Tinto Stadium          | 20 de julio | 22:00 |
| F. C. Cincinnati     | 1 - 1 | Atlanta United         | West End Stadium           | 21 de julio | 19:00 |
| Columbus Crew        | 0 - 0 | Nashville              | Lower.com Field            | 21 de julio | 19:30 |
| Inter Miami          | 0 - 5 | New England Revolution | DRV PNK Stadium            | 21 de julio | 19:30 |
| Toronto F. C.        | 1 - 1 | New York Red Bulls     | Exploria Stadium           | 21 de julio | 19:30 |
| New York City        | 1 - 0 | C. F. Montréal         | Yankee Stadium             | 21 de julio | 19:30 |
| Chicago Fire         | 2 - 2 | D. C. United           | Soldier Field              | 21 de julio | 20:00 |
| Sporting Kansas City | 1 - 1 | San Jose Earthquakes   | Children's Mercy Park      | 21 de julio | 20:30 |
| Colorado Rapids      | 2 - 0 | F. C. Dallas           | Dick's Sporting Goods Park | 21 de julio | 21:00 |
| Los Angeles Galaxy   | 2 - 2 | Real Salt Lake         | Dignity Health Sports Park | 21 de julio | 22:00 |
| Portland Timbers     | 2 - 1 | Los Angeles F. C.      | Providence Park            | 21 de julio | 22:30 |
| Orlando City         | 2 - 1 | Philadelphia Union     | Exploria Stadium           | 22 de julio | 19:30 |
| Austin F. C.         | 0 - 1 | Seattle Sounders       | Q2 Stadium                 | 22 de julio | 21:30 |

| Atlanta United         | 0 - 1 | Columbus Crew        | Mercedes-Benz Stadium      | 24 de julio | 15:30 |
| Minnesota United       | 2 - 1 | Portland Timbers     | Allianz Field              | 24 de julio | 20:00 |
| Chicago Fire           | 1 - 2 | Toronto F. C.        | Soldier Field              | 24 de julio | 20:00 |
| F. C. Dallas           | 4 - 0 | Los Angeles Galaxy   | Toyota                     | 24 de julio | 20:30 |
| Nashville S. C.        | 3 - 0 | F. C. Cincinnati     | Nissan Stadium             | 24 de julio | 20:30 |
| San Jose Earthquakes   | 1 - 1 | Houston Dynamo       | PayPal Park                | 24 de julio | 22:00 |
| Real Salt Lake         | 3 - 0 | Colorado Rapids      | Rio Tinto Stadium          | 24 de julio | 22:00 |
| Los Angeles F. C.      | 2 - 2 | Vancouver Whitecaps  | Banc of California Stadium | 24 de julio | 22:30 |
| New York City          | 5 - 0 | Orlando City         | Yankee Stadium             | 25 de julio | 18:00 |
| New England Revolution | 2 - 1 | C. F. Montréal       | Gillette Stadium           | 25 de julio | 18:00 |
| Inter Miami            | 1 - 1 | Philadelphia Union   | DRV PNK Stadium            | 25 de julio | 19:30 |
| D. C. United           | 1 - 0 | New York Red Bulls   | Audi Field                 | 25 de julio | 20:00 |
| Seatle Sounders        | 1 - 3 | Sporting Kansas City | Lumen Field                | 25 de julio | 21:00 |

| Los Angeles F. C.    | 2 - 2 | Minnesota United       | Banc of California Stadium | 28 de julio | 22:30 |
| New York City        | 4 - 1 | Columbus Crew          | Yankee Stadium             | 30 de julio | 19:30 |
| Orlando City         | 3 - 2 | Atlanta United         | Exploria Stadium           | 30 de julio | 20:00 |
| Los Angeles Galaxy   | 4 - 1 | Portland Timbers       | Dignity Health Sports Park | 30 de julio | 22:00 |
| Seattle Sounders     | 0 - 1 | San Jose Earthquakes   | Lumen Field                | 31 de julio | 17:00 |
| New York Red Bulls   | 2 - 3 | New England Revolution | Red Bull Arena             | 31 de julio | 18:00 |
| F. C. Cincinnati     | 0 - 0 | D. C. United           | TQL Stadium                | 31 de julio | 19:30 |
| Inter Miami          | 2 - 1 | C. F. Montréal         | DRV PNK Stadium            | 31 de julio | 20:00 |
| Houston Dynamo       | 0 - 0 | Real Salt Lake         | BBVA Stadium               | 31 de julio | 20:30 |
| Sporting Kansas City | 1 - 2 | F. C. Dallas           | Children's Mercy Park      | 31 de julio | 20:30 |
| Austin F. C.         | 0 - 1 | Colorado Rapids        | Q2 Stadium                 | 31 de julio | 21:00 |
| Vancouver Whitecaps  | 2 - 2 | Minnesota United       | Rio Tinto Stadium          | 31 de julio | 22:00 |
| Philadelphia Union   | 1 - 1 | Chicago Fire           | Subaru Park                | 1 de agosto | 18:00 |
| Toronto F. C.        | 1 - 1 | Nashville S. C.        | Exploria Stadium           | 1 de agosto | 19:30 |

| New England Revolution | 0 - 0 | Nashville S. C.      | Gillette Stadium           | 4 de agosto | 19:00 |
| Columbus Crew          | 2 - 4 | D. C. United         | Lower.com Field            | 4 de agosto | 19:30 |
| Philadelphia Union     | 3 - 0 | Toronto F. C.        | Subaru Park                | 4 de agosto | 19:30 |
| C. F. Montréal         | 2 - 2 | Atlanta United       | DRV PNK Stadium            | 4 de agosto | 19:30 |
| Orlando City           | 1 - 1 | Inter Miami          | Exploria Stadium           | 4 de agosto | 20:00 |
| Chicago Fire           | 0 - 0 | New York City        | Soldier Field              | 4 de agosto | 20:00 |
| New York Red Bulls     | 0 - 0 | F. C. Cincinnati     | Red Bull Arena             | 4 de agosto | 20:00 |
| Austin F. C.           | 3 - 2 | Houston Dynamo       | Q2 Stadium                 | 4 de agosto | 21:00 |
| Seatle Sounders        | 1 - 1 | F. C. Dallas         | Lumen Field                | 4 de agosto | 22:00 |
| Los Angeles F. C.      | 1 - 4 | Sporting Kansas City | Banc of California Stadium | 4 de agosto | 22:30 |
| Portland Timbers       | 1 - 1 | San Jose Earthquakes | Providence Park            | 4 de agosto | 22:30 |
| Los Angeles Galaxy     | 1 - 0 | Real Salt Lake       | Rio Tinto Stadium          | 4 de agosto | 22:30 |

| F. C. Cincinnati       | 1 - 1 | Orlando City         | TQL Stadium                | 7 de agosto | 19:30 |
| Columbus Crew          | 2 - 3 | Atlanta United       | Lower.com Field            | 7 de agosto | 19:30 |
| Minnesota United       | 2 - 0 | Houston Dynamo       | Allianz Field              | 7 de agosto | 20:00 |
| Toronto F. C.          | 2 - 2 | New York City        | Exploria Stadium           | 7 de agosto | 20:00 |
| F. C. Dallas           | 2 - 0 | Austin F. C.         | Toyota                     | 7 de agosto | 20:30 |
| Colorado Rapids        | 0 - 0 | Sporting Kansas City | Dick's Sporting Goods Park | 7 de agosto | 21:00 |
| Portland Timbers       | 3 - 2 | Real Salt Lake       | Providence Park            | 7 de agosto | 22:30 |
| Chicago Fire           | 2 - 1 | New York Red Bulls   | Soldier Field              | 8 de agosto | 18:00 |
| Inter Miami            | 2 - 1 | Nashville S. C.      | DRV PNK Stadium            | 8 de agosto | 18:00 |
| New England Revolution | 2 - 1 | Philadelphia Union   | Gillette Stadium           | 8 de agosto | 18:00 |
| San Jose Earthquakes   | 2 - 1 | Los Angeles F. C.    | PayPal Park                | 8 de agosto | 19:00 |
| Los Angeles Galaxy     | 1 - 1 | Vancouver Whitecaps  | Dignity Health Sports Park | 8 de agosto | 20:00 |
| D. C. United           | 2 - 1 | C. F. Montréal       | Audi Field                 | 8 de agosto | 20:00 |

| San Jose Earthquakes | 0 - 0 | Vancouver Whitecaps    | PayPal Park           | 13 de agosto | 22:30 |
| New York City        | 2 - 0 | Inter Miami            | Yankee Stadium        | 14 de agosto | 15:30 |
| Minnesota United     | 0 - 1 | Los Angeles Galaxy     | Allianz Field         | 14 de agosto | 18:00 |
| Toronto F. C.        | 1 - 2 | New England Revolution | BMO Field             | 14 de agosto | 20:00 |
| C. F. Montréal       | 2 - 1 | New York Red Bulls     | Saputo                | 14 de agosto | 20:00 |
| F. C. Dallas         | 0 - 2 | Sporting Kansas City   | Toyota                | 14 de agosto | 20:30 |
| Houston Dynamo       | 1 - 3 | Colorado Rapids        | BBVA Stadium          | 14 de agosto | 20:30 |
| Real Salt Lake       | 1 - 0 | Austin F. C.           | Rio Tinto Stadium     | 14 de agosto | 22:00 |
| Atlanta United       | 1 - 0 | Los Angeles F. C.      | Mercedes-Benz Stadium | 15 de agosto | 16:00 |
| Chicago Fire         | 1 - 0 | Columbus Crew          | Soldier Field         | 15 de agosto | 18:00 |
| Nashville S. C.      | 5 - 2 | D. C. United           | Nissan Stadium        | 15 de agosto | 19:00 |
| Portland Timbers     | 2 - 6 | Seattle Sounders       | Providence Park       | 15 de agosto | 22:00 |

| Los Angeles Galaxy     | 1 - 2 | Colorado Rapids     | Dignity Health Sports Park | 17 de agosto | 22:30 |
| San Jose Earthquakes   | 1 - 1 | Minnesota United    | PayPal Park                | 17 de agosto | 22:30 |
| New England Revolution | 3 - 2 | D. C. United        | Gillette Stadium           | 18 de agosto | 19:00 |
| Atlanta United         | 1 - 0 | Toronto F. C.       | Mercedes-Benz Stadium      | 18 de agosto | 19:00 |
| Inter Miami            | 3 - 2 | Chicago Fire        | DRV PNK Stadium            | 18 de agosto | 19:30 |
| Philadelphia Union     | 1 - 0 | New York City       | Subaru Park                | 18 de agosto | 19:30 |
| F. C. Cincinnati       | 0 - 0 | C. F. Montréal      | TQL Stadium                | 18 de agosto | 19:30 |
| New York Red Bulls     | 1 - 0 | Columbus Crew       | Red Bull Arena             | 18 de agosto | 20:00 |
| F. C. Dallas           | 0 - 1 | Seatle Sounders     | Toyota                     | 18 de agosto | 20:30 |
| Nashville S. C.        | 1 - 1 | Orlando City        | Nissan Stadium             | 18 de agosto | 20:30 |
| Sporting Kansas City   | 1 - 1 | Portland Timbers    | Children's Mercy Park      | 18 de agosto | 20:30 |
| Austin F. C.           | 1 - 2 | Vancouver Whitecaps | Q2 Stadium                 | 18 de agosto | 21:00 |
| Real Salt Lake         | 2 - 1 | Houston Dynamo      | Rio Tinto Stadium          | 18 de agosto | 22:00 |

| Los Angeles Galaxy     | 1 - 2 | San Jose Earthquakes | Dignity Health Sports Park | 20 de agosto | 22:30 |
| Minnesota United       | 0 - 0 | Sporting Kansas City | Allianz Field              | 21 de agosto | 15:30 |
| Columbus Crew          | 1 - 2 | Seatle Sounders      | Lower.com Field            | 21 de agosto | 17:30 |
| Orlando City           | 1 - 0 | Chicago Fire         | Exploria Stadium           | 21 de agosto | 20:00 |
| D. C. United           | 1 - 2 | Atlanta United       | Audi Field                 | 21 de agosto | 20:00 |
| New England Revolution | 4 - 1 | F. C. Cincinnati     | Gillette Stadium           | 21 de agosto | 20:00 |
| Inter Miami            | 3 - 1 | Toronto F. C.        | DRV PNK Stadium            | 21 de agosto | 20:00 |
| Philadelphia Union     | 1 - 1 | Montréal             | Subaru Park                | 21 de agosto | 20:00 |
| Houston Dynamo         | 2 - 2 | F. C. Dallas         | BBVA Stadium               | 21 de agosto | 20:30 |
| Austin F. C.           | 3 - 1 | Portland Timbers     | Q2 Stadium                 | 21 de agosto | 21:00 |
| Colorado Rapids        | 2 - 1 | Real Salt Lake       | Dick's Sporting Goods Park | 21 de agosto | 21:00 |
| Vancouver Whitecaps    | 2 - 1 | Los Angeles F. C.    | BC Place                   | 21 de agosto | 22:00 |

| Columbus Crew        | 3 - 2 | F. C. Cincinnati       | Lower.com Field            | 27 de agosto | 18:30 |
| Montréal             | 3 - 1 | Toronto F. C.          | Saputo                     | 27 de agosto | 19:30 |
| Orlando City         | 0 - 0 | Inter Miami            | Exploria Stadium           | 27 de agosto | 20:30 |
| Atlanta United       | 0 - 2 | Nashville S. C.        | Mercedes-Benz Stadium      | 28 de agosto | 15:30 |
| New York Red Bulls   | 0 - 1 | Chicago Fire           | Red Bull Arena             | 28 de agosto | 18:00 |
| Los Angeles F. C.    | 3 - 3 | Los Angeles Galaxy     | Banc of California Stadium | 28 de agosto | 19:00 |
| New York City        | 2 - 0 | New England Revolution | Yankee Stadium             | 28 de agosto | 19:30 |
| D. C. United         | 3 - 1 | Philadelphia Union     | Audi Field                 | 28 de agosto | 20:00 |
| Houston Dynamo       | 1 - 2 | Minnesota United       | BBVA Stadium               | 28 de agosto | 20:30 |
| Sporting Kansas City | 1 - 1 | Colorado Rapids        | Children's Mercy Park      | 28 de agosto | 21:00 |
| Austin F. C.         | 3 - 5 | F. C. Dallas           | Q2 Stadium                 | 29 de agosto | 20:00 |
| Vancouver Whitecaps  | 4 - 1 | Real Salt Lake         | BC Place                   | 29 de agosto | 22:00 |
| Seatle Sounders      | 0 - 2 | Portland Timbers       | Lumen Field                | 29 de agosto | 22:30 |

| Nashville S. C.        | 3 - 1 | New York City          | Nissan Stadium             | 3 de septiembre  | 19:30 |
| Philadelphia Union     | 0 - 1 | New England Revolution | Subaru Park                | 3 de septiembre  | 19:30 |
| Houston Dynamo         | 0 - 2 | Portland Timbers       | BBVA Stadium               | 3 de septiembre  | 20:00 |
| Los Angeles F. C.      | 4 - 0 | Sporting Kansas City   | Banc of California Stadium | 3 de septiembre  | 22:00 |
| Vancouver Whitecaps    | 2 - 1 | Austin F. C.           | BC Place                   | 4 de septiembre  | 19:00 |
| Orlando City           | 3 - 2 | Columbus Crew          | Exploria Stadium           | 4 de septiembre  | 19:30 |
| F. C. Cincinnati       | 0 - 1 | Inter Miami            | TQL Stadium                | 4 de septiembre  | 20:00 |
| Real Salt Lake         | 3 - 2 | F. C. Dallas           | Rio Tinto Stadium          | 4 de septiembre  | 20:00 |
| San Jose Earthquakes   | 0 - 1 | Colorado Rapids        | PayPal Park                | 4 de septiembre  | 22:00 |
| Atlanta United         | 3 - 0 | Orlando City           | Mercedes-Benz Stadium      | 10 de septiembre | 19:00 |
| Vancouver Whitecaps    | 0 - 1 | Portland Timbers       | BC Place                   | 10 de septiembre | 22:00 |
| Colorado Rapids        | 1 - 1 | Los Angeles Galaxy     | Dick's Sporting Goods Park | 11 de septiembre | 15:30 |
| Seatle Sounders        | 1 - 0 | Minnesota United       | Lumen Field                | 11 de septiembre | 17:00 |
| New England Revolution | 2 - 1 | New York City          | Gillette Stadium           | 11 de septiembre | 19:00 |
| New York Red Bulls     | 1 - 1 | D. C. United           | Red Bull Arena             | 11 de septiembre | 19:00 |
| Inter Miami            | 1 - 0 | Columbus Crew          | DRV PNK Stadium            | 11 de septiembre | 20:00 |
| F. C. Cincinnati       | 2 - 0 | Toronto F. C.          | TQL Stadium                | 11 de septiembre | 20:00 |
| C. F. Montréal         | 0 - 1 | Nashville S. C.        | Saputo                     | 11 de septiembre | 20:00 |
| F. C. Dallas           | 1 - 1 | San Jose Earthquakes   | Toyota                     | 11 de septiembre | 20:30 |
| Houston Dynamo         | 3 - 0 | Austin F. C.           | BBVA Stadium               | 11 de septiembre | 20:30 |
| Sporting Kansas City   | 2 - 0 | Chicago Fire           | Children's Mercy Park      | 11 de septiembre | 20:30 |
| Los Angeles F. C.      | 3 - 2 | Real Salt Lake         | Banc of California Stadium | 12 de septiembre | 22:30 |

| New York City          | 3 - 3 | F. C. Dallas         | Yankee Stadium             | 14 de septiembre | 19:30 |
| Toronto F. C.          | 0 - 1 | Inter Miami          | BMO Field                  | 14 de septiembre | 19:30 |
| Columbus Crew          | 2 - 1 | New York Red Bulls   | Lower.com Field            | 14 de septiembre | 19:30 |
| Atlanta United         | 4 - 0 | F. C. Cincinnati     | Mercedes-Benz Stadium      | 15 de septiembre | 19:00 |
| Orlando City           | 2 - 4 | C. F. Montréal       | Exploria Stadium           | 15 de septiembre | 19:30 |
| D. C. United           | 3 - 0 | Chicago Fire         | Audi Field                 | 15 de septiembre | 20:00 |
| Sporting Kansas City   | 4 - 0 | Minnesota United     | Children's Mercy Park      | 15 de septiembre | 20:30 |
| Austin F. C.           | 1 - 2 | Los Angeles F. C.    | Q2 Stadium                 | 15 de septiembre | 21:00 |
| Portland Timbers       | 2 - 2 | Colorado Rapids      | Providence Park            | 15 de septiembre | 22:00 |
| Los Angeles Galaxy     | 1 - 1 | Houston Dynamo       | Dignity Health Sports Park | 15 de septiembre | 22:30 |
| San Jose Earthquakes   | 3 - 4 | Real Salt Lake       | PayPal Park                | 15 de septiembre | 22:30 |
| Inter Miami            | 0 - 4 | New York Red Bulls   | DRV PNK Stadium            | 17 de septiembre | 19:00 |
| Atlanta United         | 3 - 2 | D. C. United         | Mercedes-Benz Stadium      | 18 de septiembre | 15:30 |
| New England Revolution | 1 - 1 | Columbus Crew        | Gillette Stadium           | 18 de septiembre | 19:00 |
| F. C. Cincinnati       | 1 - 2 | New York City        | TQL Stadium                | 18 de septiembre | 19:30 |
| Toronto F. C.          | 2 - 1 | Nashville S. C.      | BMO Field                  | 18 de septiembre | 19:30 |
| Minnesota United       | 3 - 0 | Los Angeles Galaxy   | Allianz Field              | 18 de septiembre | 20:00 |
| Austin F. C.           | 3 - 4 | San Jose Earthquakes | Q2 Stadium                 | 18 de septiembre | 20:00 |
| Real Salt Lake         | 1 - 0 | Seatle Sounders      | Rio Tinto Stadium          | 18 de septiembre | 21:30 |
| Houston Dynamo         | 3 - 2 | F. C. Dallas         | BBVA Stadium               | 18 de septiembre | 22:00 |
| C. F. Montréal         | 2 - 0 | Chicago Fire         | Saputo                     | 19 de septiembre | 13:00 |
| Philadelphia Union     | 3 - 1 | Orlando City         | Subaru Park                | 19 de septiembre | 16:00 |
| Portland Timbers       | 2 - 1 | Los Angeles F. C.    | Providence Park            | 19 de septiembre | 18:00 |
| Colorado Rapids        | 1 - 1 | Vancouver Whitecaps  | Dick's Sporting Goods Park | 19 de septiembre | 21:00 |

| Inter Miami            | 1 - 5 | Nashville S. C.        | DRV PNK Stadium            | 22 de septiembre | 19:30 |
| Chicago Fire           | 2 - 3 | New England Revolution | Soldier Field              | 22 de septiembre | 20:00 |
| New York Red Bulls     | 1 - 1 | New York City          | Red Bull Arena             | 22 de septiembre | 20:00 |
| Philadelphia Union     | 1 - 0 | Atlanta United         | Subaru Park                | 25 de septiembre | 15:30 |
| New England Revolution | 2 - 1 | Orlando City           | Gillette Stadium           | 25 de septiembre | 19:00 |
| D. C. United           | 4 - 2 | F. C. Cincinnati       | Audi Field                 | 25 de septiembre | 19:30 |
| New York City          | 0 - 1 | New York Red Bulls     | Yankee Stadium             | 25 de septiembre | 19:30 |
| Columbus Crew          | 2 - 1 | C. F. Montréal         | Lower.com Field            | 25 de septiembre | 19:30 |
| Minnesota United       | 2 - 0 | Houston Dynamo         | Allianz Field              | 25 de septiembre | 20:00 |
| Colorado Rapids        | 0 - 0 | Toronto F. C.          | Dick's Sporting Goods Park | 25 de septiembre | 20:00 |
| San Jose Earthquakes   | 2 - 0 | Los Angeles F. C.      | PayPal Park                | 25 de septiembre | 22:00 |
| Vancouver Whitecaps    | 1 - 0 | F. C. Dallas           | BC Place                   | 25 de septiembre | 22:00 |
| Portland Timbers       | 6 - 1 | Real Salt Lake         | Providence Park            | 25 de septiembre | 22:30 |
| Chicago Fire           | 0 - 0 | Nashville S. C.        | Soldier Field              | 26 de septiembre | 13:00 |
| Sporting Kansas City   | 1 - 2 | Seatle Sounders        | Children's Mercy Park      | 26 de septiembre | 19:00 |
| Austin F. C.           | 2 - 0 | Los Angeles Galaxy     | Q2 Stadium                 | 26 de septiembre | 21:30 |

| Atlanta United       | 1 - 0 | Inter Miami            | Mercedes-Benz Stadium      | 29 de septiembre | 19:00 |
| Toronto F. C.        | 3 - 2 | F. C. Cincinnati       | BMO Field                  | 29 de septiembre | 19:00 |
| D. C. United         | 3 - 1 | Minnesota United       | Audi Field                 | 29 de septiembre | 19:30 |
| New York Red Bulls   | 1 - 1 | Philadelphia Union     | Red Bull Arena             | 29 de septiembre | 19:30 |
| C. F. Montréal       | 1 - 4 | New England Revolution | Saputo                     | 29 de septiembre | 19:30 |
| F. C. Dallas         | 1 - 3 | Sporting Kansas City   | Toyota                     | 29 de septiembre | 20:00 |
| Chicago Fire         | 2 - 0 | New York City          | Soldier Field              | 29 de septiembre | 20:00 |
| Nashville S. C.      | 2 - 2 | Orlando City           | Nissan Stadium             | 29 de septiembre | 20:30 |
| Colorado Rapids      | 3 - 0 | Austin F. C.           | Dick's Sporting Goods Park | 29 de septiembre | 21:00 |
| Houston Dynamo       | 0 - 0 | Vancouver Whitecaps    | BBVA Stadium               | 29 de septiembre | 21:00 |
| Real Salt Lake       | 2 - 1 | Los Angeles Galaxy     | Rio Tinto Stadium          | 29 de septiembre | 21:30 |
| Los Angeles F. C.    | 1 - 2 | Portland Timbers       | Banc of California Stadium | 29 de septiembre | 22:30 |
| San Jose Earthquakes | 1 - 3 | Seatle Sounders        | PayPal Park                | 29 de septiembre | 22:30 |

| Austin F. C.         | 2 - 1 | Real Salt Lake       | Q2 Stadium                 | 2 de octubre  | 15:30 |
| C. F. Montréal       | 2 - 1 | Atlanta United       | Saputo                     | 2 de octubre  | 19:00 |
| F. C. Cincinnati     | 0 - 1 | New York Red Bulls   | TQL Stadium                | 2 de octubre  | 19:30 |
| Orlando City         | 2 - 1 | D. C. United         | Exploria Stadium           | 2 de octubre  | 19:30 |
| F. C. Dallas         | 0 - 0 | Minnesota United     | Toyota                     | 2 de octubre  | 20:00 |
| Vancouver Whitecaps  | 3 - 0 | San Jose Earthquakes | BC Place                   | 2 de octubre  | 22:00 |
| New York City        | 0 - 0 | Nashville S. C.      | Yankee Stadium             | 3 de octubre  | 12:00 |
| Philadelphia Union   | 3 - 0 | Columbus Crew        | Subaru Park                | 3 de octubre  | 16:00 |
| Sporting Kansas City | 4 - 2 | Houston Dynamo       | Children's Mercy Park      | 3 de octubre  | 16:00 |
| Toronto F. C.        | 3 - 1 | Chicago Fire         | BMO Field                  | 3 de octubre  | 16:00 |
| Portland Timbers     | 1 - 0 | Inter Miami          | Providence Park            | 3 de octubre  | 17:30 |
| Los Angeles Galaxy   | 1 - 1 | Los Angeles F. C.    | Dignity Health Sports Park | 3 de octubre  | 20:00 |
| Seatle Sounders      | 3 - 0 | Colorado Rapids      | Lumen Field                | 3 de octubre  | 22:00 |
| New York Red Bulls   | 1 - 0 | Inter Miami          | Red Bull Arena             | 9 de octubre  | 18:00 |
| F. C. Cincinnati     | 1 - 2 | Philadelphia Union   | TQL Stadium                | 9 de octubre  | 20:00 |
| Seatle Sounders      | 4 - 1 | Vancouver Whitecaps  | Lumen Field                | 9 de octubre  | 21:00 |
| Minnesota United     | 1 - 3 | Colorado Rapids      | Allianz Field              | 10 de octubre | 17:00 |

| C. F. Montréal         | 2 - 2 | Philadelphia Union   | Saputo                     | 16 de octubre | 13:00 |
| Los Angeles F. C.      | 3 - 1 | San Jose Earthquakes | Banc of California Stadium | 16 de octubre | 15:30 |
| Columbus Crew          | 4 - 0 | Inter Miami          | Lower.com Field            | 16 de octubre | 18:00 |
| New England Revolution | 2 - 2 | Chicago Fire         | Gillette Stadium           | 16 de octubre | 19:00 |
| F. C. Cincinnati       | 0 - 1 | Orlando City         | TQL Stadium                | 16 de octubre | 19:30 |
| D. C. United           | 0 - 0 | Nashville S. C.      | Audi Field                 | 16 de octubre | 19:30 |
| Toronto F. C.          | 0 - 2 | Atlanta United       | BMO Field                  | 16 de octubre | 19:30 |
| Houston Dynamo         | 2 - 1 | Seatle Sounders      | BBVA Stadium               | 16 de octubre | 20:30 |
| Austin F. C.           | 0 - 1 | Minnesota United     | Q2 Stadium                 | 16 de octubre | 21:00 |
| Real Salt Lake         | 3 - 1 | Colorado Rapids      | Rio Tinto Stadium          | 16 de octubre | 21:30 |
| Los Angeles Galaxy     | 2 - 1 | Portland Timbers     | Dignity Health Sports Park | 16 de octubre | 22:30 |
| New York Red Bulls     | 1 - 0 | New York City        | Red Bull Arena             | 17 de octubre | 13:00 |
| Vancouver Whitecaps    | 2 - 1 | Sporting Kansas City | BC Place                   | 17 de octubre | 22:00 |

| F. C. Cincinnati     | 3 - 4 | Chicago Fire           | TQL Stadium                | 20 de octubre | 19:30 |
| D. C. United         | 2 - 3 | New England Revolution | Audi Field                 | 20 de octubre | 19:30 |
| Atlanta United       | 1 - 1 | New York City          | Mercedes-Benz Stadium      | 20 de octubre | 19:30 |
| Inter Miami          | 3 - 0 | Toronto F. C.          | DRV PNK Stadium            | 20 de octubre | 19:30 |
| Orlando City         | 1 - 1 | C. F. Montréal         | Exploria Stadium           | 20 de octubre | 19:30 |
| F. C. Dallas         | 2 - 3 | Los Angeles F. C.      | Toyota                     | 20 de octubre | 20:00 |
| Minnesota United     | 3 - 2 | Philadelphia Union     | Allianz Field              | 20 de octubre | 20:00 |
| Houston Dynamo       | 0 - 3 | Los Angeles Galaxy     | BBVA Stadium               | 20 de octubre | 20:30 |
| Nashville S. C.      | 1 - 1 | Columbus Crew          | Nissan Stadium             | 20 de octubre | 20:30 |
| Colorado Rapids      | 1 - 1 | Seatle Sounders        | Dick's Sporting Goods Park | 20 de octubre | 21:00 |
| Portland Timbers     | 2 - 3 | Vancouver Whitecaps    | Providence Park            | 20 de octubre | 22:00 |
| San Jose Earthquakes | 4 - 0 | Austin F. C.           | PayPal Park                | 20 de octubre | 22:30 |

| Seatle Sounders      | 1 - 2 | Sporting Kansas City   | Lumen Field                | 23 de octubre | 15:30 |
| Columbus Crew        | 1 - 2 | New York Red Bulls     | Lower.com Field            | 23 de octubre | 18:00 |
| New York City        | 6 - 0 | D. C. United           | Yankee Stadium             | 23 de octubre | 19:30 |
| Philadelphia Union   | 1 - 0 | Nashville S. C.        | Subaru Park                | 23 de octubre | 19:30 |
| Toronto F. C.        | 1 - 1 | C. F. Montréal         | BMO Field                  | 23 de octubre | 19:30 |
| Minnesota United     | 1 - 1 | Los Angeles F. C.      | Allianz Field              | 23 de octubre | 20:00 |
| Chicago Fire         | 1 - 0 | Real Salt Lake         | Soldier Field              | 23 de octubre | 20:00 |
| Inter Miami          | 5 - 1 | F. C. Cincinnati       | DRV PNK Stadium            | 23 de octubre | 20:00 |
| Colorado Rapids      | 2 - 0 | Portland Timbers       | Dick's Sporting Goods Park | 23 de octubre | 21:00 |
| San Jose Earthquakes | 1 - 1 | Vancouver Whitecaps    | PayPal Park                | 23 de octubre | 22:00 |
| Los Angeles Galaxy   | 2 - 2 | F. C. Dallas           | Dignity Health Sports Park | 23 de octubre | 22:00 |
| Austin F. C.         | 2 - 1 | Houston Dynamo         | Q2 Stadium                 | 24 de octubre | 16:00 |
| Orlando City         | 2 - 2 | New England Revolution | Exploria Stadium           | 24 de octubre | 19:30 |

| Los Angeles F. C.      | 3 - 0 | Seatle Sounders      | Banc of California Stadium | 26 de octubre | 22:30 |
| New England Revolution | 1 - 0 | Colorado Rapids      | Gillette Stadium           | 27 de octubre | 19:00 |
| F. C. Cincinnati       | 3 - 6 | Nashville S. C.      | TQL Stadium                | 27 de octubre | 19:30 |
| New York City          | 1 - 0 | Chicago Fire         | Yankee Stadium             | 27 de octubre | 19:30 |
| D. C. United           | 1 - 0 | New York Red Bulls   | Audi Field                 | 27 de octubre | 19:30 |
| Atlanta United         | 2 - 1 | Inter Miami          | Mercedes-Benz Stadium      | 27 de octubre | 19:30 |
| Columbus Crew          | 3 - 2 | Orlando City         | Lower.com Field            | 27 de octubre | 19:30 |
| Toronto F. C.          | 2 - 2 | Philadelphia Union   | BMO Field                  | 27 de octubre | 19:30 |
| F. C. Dallas           | 1 - 2 | Real Salt Lake       | Toyota                     | 27 de octubre | 20:00 |
| Sporting Kansas City   | 2 - 0 | Los Angeles Galaxy   | Children's Mercy Park      | 27 de octubre | 20:30 |
| Portland Timbers       | 2 - 0 | San Jose Earthquakes | Providence Park            | 27 de octubre | 22:00 |
| Vancouver Whitecaps    | 2 - 1 | Minnesota United     | BC Place                   | 27 de octubre | 22:00 |

| Real Salt Lake     | 3 - 4 | San Jose Earthquakes | Rio Tinto Stadium          | 30 de octubre  | 15:30 |
| Inter Miami        | 1 - 3 | New York City        | DRV PNK Stadium            | 30 de octubre  | 15:30 |
| New York Red Bulls | 1 - 0 | C. F. Montréal       | Red Bull Arena             | 30 de octubre  | 16:00 |
| Atlanta United     | 1 - 1 | Toronto F. C.        | Mercedes-Benz Stadium      | 30 de octubre  | 18:00 |
| D. C. United       | 1 - 3 | Columbus Crew        | Audi Field                 | 30 de octubre  | 19:30 |
| F. C. Dallas       | 2 - 1 | Austin F. C.         | Toyota                     | 30 de octubre  | 21:00 |
| Minnesota United   | 2 - 1 | Sporting Kansas City | Allianz Field              | 31 de octubre  | 13:00 |
| Houston Dynamo     | 0 - 1 | Colorado Rapids      | BBVA Stadium               | 31 de octubre  | 15:30 |
| Orlando City       | 1 - 1 | Nashville S. C.      | Exploria Stadium           | 31 de octubre  | 16:00 |
| Philadelphia Union | 2 - 0 | F. C. Cincinnati     | Subaru Park                | 31 de octubre  | 19:30 |
| Seatle Sounders    | 1 - 1 | Los Angeles Galaxy   | Lumen Field                | 1 de noviembre | 22:00 |
| Los Angeles F. C.  | 1 - 1 | Vancouver Whitecaps  | Banc of California Stadium | 2 de noviembre | 22:30 |
| New York Red Bulls | 0 - 0 | Atlanta United       | Red Bull Arena             | 3 de noviembre | 19:30 |
| C. F. Montréal     | 2 - 0 | Houston Dynamo       | Saputo                     | 3 de noviembre | 20:30 |
| Austin F. C.       | 3 - 1 | Sporting Kansas City | Q2 Stadium                 | 3 de noviembre | 21:00 |
| Real Salt Lake     | 1 - 3 | Portland Timbers     | Rio Tinto Stadium          | 3 de noviembre | 21:30 |

| F. C. Cincinnati       | 1 - 2 | Atlanta United     | TQL Stadium                | 7 de noviembre | 15:30 |
| Columbus Crew          | 2 - 0 | Chicago Fire       | Lower.com Field            | 7 de noviembre | 15:30 |
| Nashville S. C.        | 1 - 1 | New York Red Bulls | Nissan Stadium             | 7 de noviembre | 15:30 |
| New England Revolution | 0 - 1 | Inter Miami        | Gillette Stadium           | 7 de noviembre | 15:30 |
| New York City          | 1 - 1 | Philadelphia Union | Yankee Stadium             | 7 de noviembre | 15:30 |
| Toronto F. C.          | 1 - 3 | D. C. United       | BMO Field                  | 7 de noviembre | 15:30 |
| C. F. Montréal         | 0 - 2 | Orlando City       | Saputo                     | 7 de noviembre | 15:30 |
| Colorado Rapids        | 5 - 2 | Los Angeles F. C.  | Dick's Sporting Goods Park | 7 de noviembre | 18:00 |
| Los Angeles Galaxy     | 3 - 3 | Minnesota United   | Dignity Health Sports Park | 7 de noviembre | 18:00 |
| Portland Timbers       | 3 - 0 | Austin F. C.       | Providence Park            | 7 de noviembre | 18:00 |
| San Jose Earthquakes   | 1 - 1 | F. C. Dallas       | PayPal Park                | 7 de noviembre | 18:00 |
| Sporting Kansas City   | 0 - 1 | Real Salt Lake     | Children's Mercy Park      | 7 de noviembre | 18:00 |
| Vancouver Whitecaps    | 1 - 1 | Seatle Sounders    | BC Place                   | 7 de noviembre | 18:00 |

## Play-offs
Los play-offs de la MLS se disminuyen de 18 equipos a 14 para la temporada 2021. El mejor equipo de la conferencia este y oeste avanzarán automáticamente a las semifinales de conferencia, y los seis equipos restantes de cada conferencia clasificarán a la primera ronda. Los play-offs comenzarán el 19 de noviembre y concluirán con la final de la MLS Cup, que está programada para el 11 de diciembre.

### Cuadro de desarrollo
|  | Primera ronda         | Primera ronda              | Primera ronda          |                  |       | Semifinales de conferencia | Semifinales de conferencia | Semifinales de conferencia |  |    | Finales de conferencia | Finales de conferencia | Finales de conferencia |  |    | MLS Cup          | MLS Cup         | MLS Cup         |  |
|  | 20 al 23 de noviembre | 20 al 23 de noviembre      | 20 al 23 de noviembre  |                  |       | 25 al 30 de noviembre      | 25 al 30 de noviembre      | 25 al 30 de noviembre      |  |    | 4 y 5 de diciembre     | 4 y 5 de diciembre     | 4 y 5 de diciembre     |  |    | 11 de diciembre  | 11 de diciembre | 11 de diciembre |  |
|  |                       |                            |                        |                  |       |                            |                            |                            |  |    |                        |                        |                        |  |    |                  |                 |                 |  |
|  |                       |                            |                        |                  |       |                            |                            |                            |  |    |                        |                        |                        |  |    |                  |                 |                 |  |
|  | E2                    | Philadelphia Union (t. s.) | 1                      |                  |       |                            |                            |                            |  |    |                        |                        |                        |  |    |                  |                 |                 |  |
|  | E2                    | Philadelphia Union (t. s.) | 1                      |                  |       |                            |                            |                            |  |    |                        |                        |                        |  |    |                  |                 |                 |  |
|  | E7                    | New York Red Bulls         | 0                      |                  |       |                            |                            |                            |  |    |                        |                        |                        |  |    |                  |                 |                 |  |
|  | E7                    | New York Red Bulls         | 0                      |                  | E2    | Philadelphia Union         | 1 (2)                      |                            |  |    |                        |                        |                        |  |    |                  |                 |                 |  |
|  |                       |                            |                        |                  | E2    | Philadelphia Union         | 1 (2)                      |                            |  |    |                        |                        |                        |  |    |                  |                 |                 |  |
|  |                       |                            | E3                     | Nashville SC     | 1 (0) |                            |                            |                            |  |    |                        |                        |                        |  |    |                  |                 |                 |  |
|  | E3                    | Nashville SC               | E3                     | Nashville SC     | 1 (0) | 3                          |                            |                            |  |    |                        |                        |                        |  |    |                  |                 |                 |  |
|  | E3                    | Nashville SC               |                        |                  |       |                            |                            |                            |  |    |                        |                        |                        |  |    |                  |                 |                 |  |
|  | E6                    | Orlando City               | 1                      |                  |       |                            |                            |                            |  |    |                        |                        |                        |  |    |                  |                 |                 |  |
|  | E6                    | Orlando City               | 1                      |                  |       |                            |                            |                            |  | E2 | Philadelphia Union     | 1                      |                        |  |    |                  |                 |                 |  |
|  |                       |                            |                        |                  |       |                            |                            |                            |  | E2 | Philadelphia Union     | 1                      |                        |  |    |                  |                 |                 |  |
|  |                       |                            | E4                     | New York City FC | 2     |                            |                            |                            |  |    |                        |                        |                        |  |    |                  |                 |                 |  |
|  |                       |                            | E4                     | New York City FC | 2     |                            |                            |                            |  |    |                        |                        |                        |  |    |                  |                 |                 |  |
|  |                       |                            |                        |                  |       |                            |                            |                            |  |    |                        |                        |                        |  |    |                  |                 |                 |  |
|  |                       |                            |                        |                  |       |                            |                            |                            |  |    |                        |                        |                        |  |    |                  |                 |                 |  |
|  |                       | E1                         | New England Revolution | 2 (3)            |       |                            |                            |                            |  |    |                        |                        |                        |  |    |                  |                 |                 |  |
|  |                       |                            |                        | 2 (3)            |       |                            |                            |                            |  |    |                        |                        |                        |  |    |                  |                 |                 |  |
|  |                       |                            | E4                     | New York City FC | 2 (5) |                            |                            |                            |  |    |                        |                        |                        |  |    |                  |                 |                 |  |
|  | E4                    | New York City FC           | E4                     | New York City FC | 2 (5) | 2                          |                            |                            |  |    |                        |                        |                        |  |    |                  |                 |                 |  |
|  | E4                    | New York City FC           |                        |                  |       |                            |                            |                            |  |    |                        |                        |                        |  |    |                  |                 |                 |  |
|  | E5                    | Atlanta United             | 0                      |                  |       |                            |                            |                            |  |    |                        |                        |                        |  |    |                  |                 |                 |  |
|  | E5                    | Atlanta United             | 0                      |                  |       |                            |                            |                            |  |    |                        |                        |                        |  | E4 | New York City FC | 1 (4)           |                 |  |
|  |                       |                            |                        |                  |       |                            |                            |                            |  |    |                        |                        |                        |  | E4 | New York City FC | 1 (4)           |                 |  |
|  |                       |                            | W4                     | Portland Timbers | 1 (2) |                            |                            |                            |  |    |                        |                        |                        |  |    |                  |                 |                 |  |
|  |                       |                            | W4                     | Portland Timbers | 1 (2) |                            |                            |                            |  |    |                        |                        |                        |  |    |                  |                 |                 |  |
|  |                       |                            |                        |                  |       |                            |                            |                            |  |    |                        |                        |                        |  |    |                  |                 |                 |  |
|  |                       |                            |                        |                  |       |                            |                            |                            |  |    |                        |                        |                        |  |    |                  |                 |                 |  |
|  |                       | W1                         | Colorado Rapids        | 0                |       |                            |                            |                            |  |    |                        |                        |                        |  |    |                  |                 |                 |  |
|  |                       |                            |                        | 0                |       |                            |                            |                            |  |    |                        |                        |                        |  |    |                  |                 |                 |  |
|  |                       |                            | W4                     | Portland Timbers | 1     |                            |                            |                            |  |    |                        |                        |                        |  |    |                  |                 |                 |  |
|  | W4                    | Portland Timbers           | W4                     | Portland Timbers | 1     | 3                          |                            |                            |  |    |                        |                        |                        |  |    |                  |                 |                 |  |
|  | W4                    | Portland Timbers           |                        |                  |       |                            |                            |                            |  |    |                        |                        |                        |  |    |                  |                 |                 |  |
|  | W5                    | Minnesota United           | 1                      |                  |       |                            |                            |                            |  |    |                        |                        |                        |  |    |                  |                 |                 |  |
|  | W5                    | Minnesota United           | 1                      |                  |       |                            |                            |                            |  | W4 | Portland Timbers       | 2                      |                        |  |    |                  |                 |                 |  |
|  |                       |                            |                        |                  |       |                            |                            |                            |  | W4 | Portland Timbers       | 2                      |                        |  |    |                  |                 |                 |  |
|  |                       |                            | W7                     | Real Salt Lake   | 0     |                            |                            |                            |  |    |                        |                        |                        |  |    |                  |                 |                 |  |
|  | W3                    | Sporting Kansas City       | W7                     | Real Salt Lake   | 0     | 3                          |                            |                            |  |    |                        |                        |                        |  |    |                  |                 |                 |  |
|  | W3                    | Sporting Kansas City       |                        |                  |       |                            |                            |                            |  |    |                        |                        |                        |  |    |                  |                 |                 |  |
|  | W6                    | Vancouver Whitecaps        | 1                      |                  |       |                            |                            |                            |  |    |                        |                        |                        |  |    |                  |                 |                 |  |
|  | W6                    | Vancouver Whitecaps        | 1                      |                  | W3    | Sporting Kansas City       | 1                          |                            |  |    |                        |                        |                        |  |    |                  |                 |                 |  |
|  |                       |                            |                        |                  | W3    | Sporting Kansas City       | 1                          |                            |  |    |                        |                        |                        |  |    |                  |                 |                 |  |
|  |                       |                            | W7                     | Real Salt Lake   | 2     |                            |                            |                            |  |    |                        |                        |                        |  |    |                  |                 |                 |  |
|  | W2                    | Seattle Sounders           | W7                     | Real Salt Lake   | 2     | 0 (5)                      |                            |                            |  |    |                        |                        |                        |  |    |                  |                 |                 |  |
|  | W2                    | Seattle Sounders           |                        |                  |       |                            |                            |                            |  |    |                        |                        |                        |  |    |                  |                 |                 |  |
|  | W7                    | Real Salt Lake             | 0 (6)                  |                  |       |                            |                            |                            |  |    |                        |                        |                        |  |    |                  |                 |                 |  |
|  | W7                    | Real Salt Lake             | 0 (6)                  |                  |       |                            |                            |                            |  |    |                        |                        |                        |  |    |                  |                 |                 |  |
|  |                       |                            |                        |                  |       |                            |                            |                            |  |    |                        |                        |                        |  |    |                  |                 |                 |  |

### Primera ronda
Conferencia Este
| 20 de noviembre | Philadelphia Union | 1:0 (0:0, 0:0) (t. s.) | New York Red Bulls | Subaru Park, Chester, Pensilvania                         |                                                           |
| 14:30 (UTC-5)   | Glesnes 120+3'     | Reporte                |                    | Asistencia: 18 623 espectadores Árbitro(s): Fotis Bazakos | Asistencia: 18 623 espectadores Árbitro(s): Fotis Bazakos |

| 21 de noviembre | New York City FC              | 2:0 (2:0) | Atlanta United | Yankee Stadium, Nueva York, Nueva York                  |                                                         |
| 15:00 (UTC-5)   | Castellanos 49' · Callens 53' | Reporte   |                | Asistencia: 25 267 espectadores Árbitro(s): Chris Penso | Asistencia: 25 267 espectadores Árbitro(s): Chris Penso |

| 23 de noviembre | Nashville SC                   | 3:1 (1:1) | Orlando City | Nissan Stadium, Nashville, Tennessee                      |                                                           |
| 20:00 (UTC-5)   | Mukhtar 21', 74' · Cádiz 90+4' | Reporte   | Dike 14'     | Asistencia: 26 043 espectadores Árbitro(s): Ismail Elfath | Asistencia: 26 043 espectadores Árbitro(s): Ismail Elfath |

Conferencia Oeste
| 20 de noviembre | Sporting Kansas City                        | 3:1 (2:1) | Vancouver Whitecaps | Children's Mercy Park, Kansas City, Kansas             |                                                        |
| 17:00 (UTC-5)   | Shelton 17' · Isimat-Mirin 45+3' · Zusi 58' | Reporte   | Dájome 39' (pen.)   | Asistencia: 19 817 espectadores Árbitro(s): Alan Kelly | Asistencia: 19 817 espectadores Árbitro(s): Alan Kelly |

| 21 de noviembre | Portland Timbers              | 3:1 (1:1) | Minnesota United | Providence Park, Portland, Oregón                              |                                                                |
| 17:30 (UTC-5)   | Mabiala 43' · Blanco 46', 66' | Reporte   | Fragapane 11'    | Asistencia: 22 533 espectadores Árbitro(s): Armando Villarreal | Asistencia: 22 533 espectadores Árbitro(s): Armando Villarreal |

| 23 de noviembre | Seattle Sounders                                       | 0:0 (t. s.)(5:6 p.)        | Real Salt Lake                                  | Lumen Field, Seattle, Washington                             |                                                              |
| 22:30 (UTC-5)   |                                                        | Reporte                    |                                                 | Asistencia: 34 012 espectadores Árbitro(s): Joseph Dickerson | Asistencia: 34 012 espectadores Árbitro(s): Joseph Dickerson |
|                 |                                                        | Tiros desde el punto penal |                                                 |                                                              |                                                              |
|                 | Ruidíaz · Paulo · Cissoko · A. Roldán · Lodeiro · Rowe |                            | Herrera · Ruíz · Kreilach · Wood · Silva · Glad |                                                              |                                                              |

### Semifinales de conferencia
Conferencia Este
| 28 de noviembre | Philadelphia Union         | 1:1 (1:1, 1:1) (t. s.)(2:0 p.) | Nashville SC                       | Subaru Park, Chester, Pensilvania                         |                                                           |
| 17:30 (UTC-5)   | Gazdag 45+2'               | Reporte                        | Mukhtar 38'                        | Asistencia: 19 076 espectadores Árbitro(s): Allen Chapman | Asistencia: 19 076 espectadores Árbitro(s): Allen Chapman |
|                 |                            | Tiros desde el punto penal     |                                    |                                                           |                                                           |
|                 | Elliott · Santos · McGlynn |                                | Mukhtar · Godoy · Muyl · Zimmerman |                                                           |                                                           |

| 30 de noviembre | New England Revolution        | 2:2 (1:1, 1:1) (t. s.)(3:5 p.) | New York City FC                                       | Gillette Stadium, Foxborough, Massachusetts              |                                                          |
| 19:30 (UTC-5)   | Buksa 9' · Buchanan 118'      | Reporte                        | Rodríguez 3' · Castellanos 109'                        | Asistencia: 25 509 espectadores Árbitro(s): Drew Fischer | Asistencia: 25 509 espectadores Árbitro(s): Drew Fischer |
|                 |                               | Tiros desde el punto penal     |                                                        |                                                          |                                                          |
|                 | Gil · Buksa · Bunbury · Jones |                                | Morales · Andrade · Tajouri-Shradi · Moralez · Callens |                                                          |                                                          |

Conferencia Oeste
| 25 de noviembre | Colorado Rapids | 0:1 (0:0) | Portland Timbers | Dick's Sporting Goods Park, Commerce City, Colorado   |                                                       |
| 16:30 (UTC-5)   |                 | Reporte   | Mabiala 90'      | Asistencia: 17 438 espectadores Árbitro(s): Ted Unkel | Asistencia: 17 438 espectadores Árbitro(s): Ted Unkel |

| 28 de noviembre | Sporting Kansas City | 1:2 (1:0) | Real Salt Lake         | Children's Mercy Park, Kansas City, Kansas              |                                                         |
| 15:00 (UTC-5)   | Russell 24' (pen.)   | Reporte   | Julio 72' · Wood 90+1' | Asistencia: 21 650 espectadores Árbitro(s): Kevin Stott | Asistencia: 21 650 espectadores Árbitro(s): Kevin Stott |

### Finales de conferencia
Conferencia Este
| 5 de diciembre | Philadelphia Union | 1:2 (0:0) | New York City FC        | Subaru Park, Chester, Pensilvania                     |                                                       |
| 15:00 (UTC-5)  | Callens 63' (a.g.) | Reporte   | Moralez 65' · Magno 88' | Asistencia: 19 487 espectadores Árbitro(s): Ted Unkel | Asistencia: 19 487 espectadores Árbitro(s): Ted Unkel |

Conferencia Oeste
| 4 de diciembre | Portland Timbers     | 2:0 (1:0) | Real Salt Lake | Providence Park, Portland, Oregón                      |                                                        |
| 18:30 (UTC-5)  | Mora 5' · Moreno 61' | Reporte   |                | Asistencia: 25 218 espectadores Árbitro(s): Alan Kelly | Asistencia: 25 218 espectadores Árbitro(s): Alan Kelly |

### MLS Cup 2021
| 11 de diciembre | Portland Timbers                 | 1:1 (1:1, 0:1) (t. s.)(2:4 p.) | New York City FC                                  | Providence Park, Portland, Oregón                              |                                                                |
| 15:00 (UTC-5)   | Mora 90+4'                       | Reporte                        | Castellanos 41'                                   | Asistencia: 25 218 espectadores Árbitro(s): Armando Villarreal | Asistencia: 25 218 espectadores Árbitro(s): Armando Villarreal |
|                 |                                  | Tiros desde el punto penal     |                                                   |                                                                |                                                                |
|                 | Mora · Valeri · Moreno · Paredes |                                | Castellanos · Morales · Morález · Magno · Callens |                                                                |                                                                |

|                                      |
| Bandera del Estado de Nueva York     |
| Campeón New York City FC 1.er título |

## Estadísticas

### Goleadores
| Valentín Castellanos                    | New York City FC       | 19 | 32 |
| Ola Kamara                              | D.C. United            | 19 | 28 |
| Javier Hernández                        | Los Angeles Galaxy     | 17 | 21 |
| Raúl Ruidíaz                            | Seattle Sounders FC    | 17 | 26 |
| Adam Buksa                              | New England Revolution | 16 | 31 |
| Damir Kreilach                          | Real Salt Lake         | 16 | 33 |
| Hany Mukhtar                            | Nashville SC           | 16 | 31 |
| Dániel Sallói                           | Sporting Kansas City   | 16 | 30 |
| Gustavo Bou                             | New England Revolution | 15 | 30 |
| Johnny Russell                          | Sporting Kansas City   | 15 | 30 |
| Última actualización: diciembre de 2021 |                        |    |    |

### Asistencias
| Carles Gil                              | New England Revolution | 18 | 28 |
| Djordje Mihailovic                      | CF Montréal            | 16 | 34 |
| Julian Gressel                          | D.C. United            | 13 | 34 |
| Hany Mukhtar                            | Nashville SC           | 12 | 31 |
| Jack Price                              | Colorado Rapids        | 12 | 30 |
| Aaron Herrera                           | Real Salt Lake         | 11 | 29 |
| João Paulo                              | Seattle Sounders FC    | 11 | 31 |
| Última actualización: diciembre de 2021 |                        |    |    |

## Premios y reconocimientos

### Jugador de la semana
| Semana    | Futbolista           | Equipo                 |
| --------- | -------------------- | ---------------------- |
| Semana 1  | Javier Hernández     | Los Angeles Galaxy     |
| Semana 2  | Javier Hernández     | Los Angeles Galaxy     |
| Semana 3  | Cade Cowell          | San Jose Earthquakes   |
| Semana 4  | Chris Wondolowski    | San Jose Earthquakes   |
| Semana 5  | Gonzalo Higuaín      | Inter Miami CF         |
| Semana 6  | Lucas Zelarayán      | Columbus Crew          |
| Semana 7  | Jonathan Bond        | Los Angeles Galaxy     |
| Semana 8  | Matt Turner          | New England Revolution |
| Semana 9  | Carles Gil           | New England Revolution |
| Semana 10 | Javier Hernández     | Los Angeles Galaxy     |
| Semana 11 | Ignacio Aliseda      | Chicago Fire           |
| Semana 12 | Damir Kreilach       | Real Salt Lake         |
| Semana 13 | Hany Mukhtar         | Nashville SC           |
| Semana 14 | Raúl Ruidíaz         | Seattle Sounders FC    |
| Semana 15 | Ricardo Pepi         | FC Dallas              |
| Semana 16 | Nani                 | Orlando City           |
| Semana 17 | Tomás Pochettino     | Austin FC              |
| Semana 18 | Luka Stojanović      | Chicago Fire           |
| Semana 19 | Raúl Ruidíaz         | Seattle Sounders FC    |
| Semana 20 | Raúl Ruidíaz         | Seattle Sounders FC    |
| Semana 21 | Rodolfo Pizarro      | Inter Miami CF         |
| Semana 22 | Ricardo Pepi         | FC Dallas              |
| Semana 23 | Hany Mukhtar         | Nashville SC           |
| Semana 24 | Cristian Arango      | Los Angeles FC         |
| Semana 25 | Ola Kamara           | D.C. United            |
| Semana 26 | Javier Eduardo López | San Jose Earthquakes   |
| Semana 27 | Gyasi Zardes         | Columbus Crew          |
| Semana 28 | Dániel Sallói        | Sporting Kansas City   |
| Semana 29 | Brian White          | Vancouver Whitecaps    |
| Semana 30 | Gyasi Zardes         | Columbus Crew          |
| Semana 31 | Cristian Arango      | Los Angeles FC         |
| Semana 32 | Adam Buksa           | New England Revolution |
| Semana 33 | Johnny Russell       | Sporting Kansas City   |
| Semana 34 | Lucas Zelarayán      | Columbus Crew          |
| Semana 35 | Damir Kreilach       | Real Salt Lake         |

### Gol de la semana
| Semana    | Futbolista            | Equipo                 |
| --------- | --------------------- | ---------------------- |
| Semana 1  | João Paulo            | Seattle Sounders FC    |
| Semana 2  | Esequiel Barco        | Atlanta United FC      |
| Semana 3  | Nani                  | Orlando City           |
| Semana 4  | Rubio Rubin           | Real Salt Lake         |
| Semana 5  | Cristian Roldán       | Seattle Sounders FC    |
| Semana 6  | Lucas Zelarayán       | Columbus Crew          |
| Semana 7  | Gianluca Busio        | Sporting Kansas City   |
| Semana 8  | Jakob Glesnes         | Philadelphia Union     |
| Semana 9  | Efraín Álvarez        | Los Angeles Galaxy     |
| Semana 10 | Quinn Sullivan        | Philadelphia Union     |
| Semana 11 | Cristian Cásseres Jr. | New York Red Bulls     |
| Semana 12 | Lucas Zelarayán       | Columbus Crew          |
| Semana 13 | Carlos Vela           | Los Angeles FC         |
| Semana 14 | Raúl Ruidíaz          | Seattle Sounders FC    |
| Semana 15 | Gustavo Bou           | New England Revolution |
| Semana 16 | Rayan Raveloson       | Los Angeles Galaxy     |
| Semana 17 | Yordy Reyna           | D.C. United            |
| Semana 18 | Paxten Aaronson       | Philadelphia Union     |
| Semana 19 | Jimmy Medranda        | Seattle Sounders FC    |
| Semana 20 | Raúl Ruidíaz          | Seattle Sounders FC    |
| Semana 21 | Quinn Sullivan        | Philadelphia Union     |
| Semana 22 | Brian Rodríguez       | Los Angeles FC         |
| Semana 23 | Daryl Dike            | Orlando City           |
| Semana 24 | Esequiel Barco        | Atlanta United FC      |
| Semana 25 | Luiz Araújo           | Atlanta United FC      |
| Semana 26 | Esequiel Barco        | Atlanta United FC      |
| Semana 27 | McKinze Gaines        | Austin FC              |
| Semana 28 | Anderson Julio        | Real Salt Lake         |
| Semana 29 | João Paulo            | Seattle Sounders FC    |
| Semana 30 | Darwin Quintero       | Houston Dynamo FC      |
| Semana 31 | Luka Stojanović       | Chicago Fire           |
| Semana 32 | Sebastian Lletget     | Los Angeles Galaxy     |
| Semana 33 | Dairon Asprilla       | Portland Timbers       |
| Semana 34 | Lucas Zelarayán       | Columbus Crew          |
| Semana 35 | Josef Martínez        | Atlanta United FC      |

### Jugador del mes
| Mes               | Futbolista           | Equipo                 |
| ----------------- | -------------------- | ---------------------- |
| Abril-mayo        | Javier Hernández     | Los Angeles Galaxy     |
| Junio             | Carles Gil           | New England Revolution |
| Julio             | Gustavo Bou          | New England Revolution |
| Agosto            | Valentín Castellanos | New York City FC       |
| Septiembre        | Javier Eduardo López | San Jose Earthquakes   |
| Octubre-noviembre | Valentín Castellanos | New York City FC       |

### Premios anuales
| Premio                    | Ganador              | Equipo                 |
| ------------------------- | -------------------- | ---------------------- |
| Jugador Más Valioso       | Carles Gil           | New England Revolution |
| Bota de Oro               | Valentín Castellanos | New York City FC       |
| Entrenador del año        | Bruce Arena          | New England Revolution |
| Portero del año           | Matt Turner          | New England Revolution |
| Defensa del año           | Walker Zimmerman     | Nashville SC           |
| Jugador joven del año     | Ricardo Pepi         | FC Dallas              |
| Contratación del año      | Cristian Arango      | Los Angeles FC         |
| Atajada del año           | Stefan Frei          | Seattle Sounders FC    |
| Gol del año               | Rubio Rubin          | Real Salt Lake         |
| Espírirtu de superación   | Carles Gil           | New England Revolution |
| Humanitario del año       | Justin Morrow        | Toronto FC             |
| Árbitro del año           | Robert Sibiga        | Robert Sibiga          |
| Árbitro asistente del año | Cory Richardson      | Cory Richardson        |

### Equipo ideal de la temporada
El 2 de diciembre se anunció el equipo ideal de la temporada (denominada MLS Best XI), que reconoce a los 11 mejores jugadores de la Major League Soccer.
| Pos. | Futbolista           | Equipo                 |
| ---- | -------------------- | ---------------------- |
| POR  | Matt Turner          | New England Revolution |
| DEF  | Walker Zimmerman     | Nashville SC           |
| DEF  | Yeimar Gómez         | Seattle Sounders FC    |
| DEF  | Miles Robinson       | Atlanta United FC      |
| MED  | Tajon Buchanan       | New England Revolution |
| MED  | Carles Gil           | New England Revolution |
| MED  | Hany Mukhtar         | Nashville SC           |
| MED  | João Paulo           | Seattle Sounders FC    |
| DEL  | Gustavo Bou          | New England Revolution |
| DEL  | Valentín Castellanos | New York City FC       |
| DEL  | Raúl Ruidíaz         | Seattle Sounders FC    |

## Juego de las estrellas
El juego de las estrellas de la MLS 2021 fue la 25ª edición del Juego de las Estrellas de la MLS. La fecha del partido fue fijada para el 25 de agosto de 2021 entre el Equipo de las Estrellas de la MLS y el Equipo de las Estrellas de la Liga MX de México, en el Banc of California Stadium en Los Ángeles, California. El juego fue programado originalmente para el 29 de julio de 2020, pero debido a la panedmia del COVID-19, fue preprogramado para el 2021. El equipo de las estrellas de la MLS se quedó con la victoria luego de vencer en la tanda de penales por 3-2, después del empate 1-1 en el tiempo regular. Matt Turner de las estrellas de la MLS fue escogido como el jugador más valioso del partido.